# Miguel Angel Leoni
Miguel Angel Leoni, född 1582, död efter 1610, var en spansk-italiensk konstnär. Han var son till Pompeo Leoni och fullbordade flera av faderns skulpturer i Spanien men återflyttade senare till Milano, varifrån släkten kom.